# ماريو بارتي 10
ماريو بارتي 10 (بالإنجليزية: Mario Party 10)‏ هي لعبة فيديو صدرت في 12 مارس 2015، وهي متوفرة على أجهزة وي يو. اللعبة من تطوير برامج نينتندو للتخطيط والتطوير ومن نشر نينتندو إنترتينمنت أنالسيس أند دفيلوبمنت.
| استقبال |        |
| --- | ------ |
| الدرجات الإجمالية المجموع نقاط غيم رانكينغز 64.59% [ 1 ] ميتاكريتيك 66/100 [ 2 ] نتائج المراجعة نشرة نقاط غيمز رادار [ 3 ] آي جي إن 6.5/10 [ 4 ] نينتندو ورلد ريبورت 6.5/10 [ 5 ] جيمر 3/5 [ 6 ] |        |
| الدرجات الإجمالية |        |
| المجموع | نقاط   |
| غيم رانكينغز | 64.59% |
| ميتاكريتيك | 66/100 |
| نتائج المراجعة |        |
| نشرة | نقاط   |
| غيمز رادار | [ 3 ]  |
| آي جي إن | 6.5/10 |
| نينتندو ورلد ريبورت | 6.5/10 |
| جيمر | 3/5    |

## وصلات خارجية
- موقع أمريكا الشمالية
- الموقع الياباني
- الموقع الأوروبي

ّ